# Jarilo
Jarilo (drugi hrvatski nazivi: Juraj, Zeleni Jura; poljski: Jaryło; ruski: Ярило) je u slavenskoj mitologiji i vjeri bog vegetacije i bog koji hoda kroz godinu.
Po mitološkoj priči on je Perunov i Mokošin deseti sin, kojega je bog Veles oteo čim je rođen, za novu godinu (koja je starim Slavenima padala na zadnji mladi mjesec pred proljetnu ravnodnevnicu) te je odveden u podzemlje gdje je odrastao uz Velesove kćeri. Čim je stasao u snažnog mladića, a to je u božanskom svijetu za boga vegetacije jako kratko vrijeme, on napušta Velesovo podzemlje u vlažnim korijenima Stabla svijeta, te se želi oženiti, a za ženu će zatražiti sebi jednaku djevojku. "Sinu" vrhovnog boga jednog svijeta, ravnopravna je samo kćer vrhovnog boga drugog svijeta. Tako on kreće na put prema Perunovom dvoru. A da dođe do svog oca, za kojega i ne zna da mu je otac, mora proći cijelo Stablo, dakle, i kroz svijet ljudi i kroz svijet životinja smještenih u njegovoj krošnji. Njegov dolazak u naš svijet donosi proljeće - novu snagu, preporođenje vegetacije i radost života.
Jedna od hrvatskih jurjevskih ophodnih pjesama:
"Pisan Vuzem prošao, zelen Juraj došao,
Iza one gore, u to ravno polje.
Darujte ga, darujte,
Juru zelenoga!
 Kuda Jura odi, tuda polje rodi. "

### Etimologija imena
Jarilo predstavlja oblik od mila svečanoga Jarovitъ. Praslavenskim pridjevom jarъ izriče se da je nešto obilježeno mladom životnom silom, žestokom silom rasta. Ta sila nije shvaćena apstraktno, nego arhajski konkretno. Ta se sila očituje u određeno doba godine, u proljeće. Ona je proljetna sila. Njome se otvara ljeto, obilježuje godina kao svojim početkom. I tako se to odvija oduvijek i zauvijek u beskonačnom kružnom ponavljanju. Poimenčen, taj pridjev u sva tri svoja roda: jarъ, jara i jaro znači 'proljeće', 'toplina', 'žestina', 'mlada godina' itd. Tako je u hrvatskom i srpskom potvrđena imenica jâr (m.) i u poljskom jar, te ukrajinski dijalektno йар, sve 'proljeće'. No hrvatski i srpski jâr (m.) znači i 'gnjev', 'žestina'. Isto to znači i staroruski яръ. Ruski pak dijalektno яр znači 'oganj', 'žar', 'pepeo'. Tu se razgovjetno ocrtava prvotno značenje poimeničnog praslavenskoga jarъ. Praslavensko jarъ može se odnositi podjednako i na životinjsku i biljnu mladu snagu rasta.

### Običaji
Postoji sličnost između bjeloruskog narodnog običaja Jarila i hrvatskih jurjevskih ophoda i pjesama.
Uspomena na Jarila sačuvana je u bjeloruskim proljetnim obredima u kojima je glavni lik, djevojka odjevena u bijelo s cvijećem u kosi, jahala na bijelom konju. U Bjelorusiji je puk Jarila predstavljao kao mladog čovjeka s bijelim plaštem koji jaši na bijelom konju, a na glavi mu je vijenac proljetnog poljskog cvijeća. U desnoj ruci drži čovječju glavu, a u ljevici mu je klasje.